# Barjamovica
Barjamovica (en serbe cyrillique : Барјамовица) est un village du sud du Monténégro, dans la municipalité de Cetinje.

## Démographie

### Évolution historique de la population
| 1948 | 1953 | 1961 | 1971 | 1981 | 1991 | 2003 |
| ---- | ---- | ---- | ---- | ---- | ---- | ---- |
| 171  | 144  | 95   | 32   | 2    | 1    | 3    |